# Anzala
Auberge, alias Yvon, Anzala (né le 21 mai 1948) est un auteur-compositeur-interprète guadeloupéen, l'une des figures de proue du gwoka, la musique traditionnelle guadeloupéenne.

## Biographie
Il est né le 21 mai 1948, dans la commune du Moule (Guadeloupe), issu d'une mère femme au foyer et d'un père agriculteur-charpentier. Il quitte l'école à 12 ans après cinq années de scolarité. À cette époque, il n'était pas facile, sauf pour les familles aisées, de financer la scolarité des jeunes. Il trouve du travail sur une plantation de cannes à sucre et devient finalement charpentier, à l'âge de 16 ans.
Quand il atteint ses 18 ans, il décroche son permis de conduire et s'institue marchand ambulant. Il aura l'occasion d'animer, en tant que chanteur, des manifestations communales et des veillées mortuaires. Son talent sera vite connu et le producteur Raymond Célini lui permet d'enregistrer son premier album qui connaîtra un franc succès.
Célini lui proposera par la suite d'enregistrer une autre de ses compositions avec Vélo, Boisbant et Camille Soprann, autres ténors de la musique traditionnelle guadeloupéenne. C'est ainsi que naîtra le titre désormais célèbre Lauto là.
Après avoir travaillé avec des producteurs tels que Marcel Mavounzy, Henri Debs, Lin, Anzala décide, dès 1990, de s'autoproduire. Il continue à faire de la musique et aussi à réaliser des tambours selon sa propre technique.

## Éléments de discographie
- En péké léssè Gwo ka 2010

- Mizik Pou Tout' Moun, 2008

- La Gwadloup en Dangé, Label : Moradisc, 2002

## Sources
- (en) « Karibbean-spirit.com », sur karibbean-spirit.com (consulté le 17 décembre 2023)
- « Anzala », sur afromix.org (consulté le 17 décembre 2023)